# Куртеј (Оаза)
Куртеј (фр. Courteuil) насеље је и општина у североисточној Француској у региону Пикардија, у департману Оаза која припада префектури Санлис.
По подацима из 2011. године у општини је живело 632 становника, а густина насељености је износила 118,8 становника/km². Општина се простире на површини од 5,32 km². Налази се на средњој надморској висини од 63 метара (максималној 84 m, а минималној 42 m).

## Демографија
| 1962. | 1968. | 1975. | 1982. | 1990. | 1999. | 2011. |
| ----- | ----- | ----- | ----- | ----- | ----- | ----- |
| 328   | 503   | 613   | 570   | 558   | 631   | 632   |

График промене броја становника у току последњих година